# Megacyllene neblinosa
Megacyllene neblinosa là một loài bọ cánh cứng trong họ Cerambycidae.